# Arras-sur-Rhône
Pour les articles homonymes, voir Arras (homonymie) et Rhône (homonymie).
Arras-sur-Rhône est une commune française, située dans le département de l'Ardèche en région Auvergne-Rhône-Alpes.

## Géographie

### Situation et description
Située dans le nord de l'Ardèche, dans la vallée du Rhône sur la rive droite du fleuve, Arras-sur-Rhône est par la route à moins de 80 km au sud de Lyon, environ 25 km au sud-est de Annonay, 60 km au sud-est de Saint-Étienne et à moins de 30 km au nord de Valence.
Le village le plus proche par la route est Vion à 3 km, mais le village drômois de Serves-sur-Rhône, situé sur la rive gauche du fleuve, est à environ 800 m en distance orthodromique.
| Eclassan (par un quadripoint). | Ozon            |                          |
| Sécheras                       | Arras-sur-Rhône | Serves-sur-Rhône (Drôme) |
|                                | Vion            |                          |

### Climat
Pour des articles plus généraux, voir Climat d'Auvergne-Rhône-Alpes et Climat de l'Ardèche.
En 2010, le climat de la commune est de type climat du Bassin du Sud-Ouest, selon une étude du CNRS s'appuyant sur une série de données couvrant la période 1971-2000. En 2020, Météo-France publie une typologie des climats de la France métropolitaine dans laquelle la commune est dans une zone de transition entre le climat de montagne et le climat méditerranéen et est dans la région climatique Moyenne vallée du Rhône, caractérisée par un bon ensoleillement en été (fraction d’insolation > 60 %), une forte amplitude thermique annuelle (4 à 20 °C), un air sec en toutes saisons, orageux en été, des vents forts (mistral), une pluviométrie élevée en automne (250 à 300 mm).
Pour la période 1971-2000, la température annuelle moyenne est de 12,6 °C, avec une amplitude thermique annuelle de 17,8 °C. Le cumul annuel moyen de précipitations est de 865 mm, avec 7,4 jours de précipitations en janvier et 5,4 jours en juillet. Pour la période 1991-2020, la température moyenne annuelle observée sur la station météorologique de Météo-France la plus proche, sur la commune de Gervans à 4 km à vol d'oiseau, est de 14,3 °C et le cumul annuel moyen de précipitations est de 826,8 mm,. Pour l'avenir, les paramètres climatiques de la commune estimés pour 2050 selon différents scénarios d'émission de gaz à effet de serre sont consultables sur un site dédié publié par Météo-France en novembre 2022.

### Hydrographie
Le territoire communal est bordé par le Rhône.

### Voies de communication et transports
Arras-sur-Rhône est traversée par l'ancienne route nationale 86, aujourd'hui route départementale 86, qui traverse l'Ardèche du nord au sud dans la vallée du Rhône. La route départementale 800 fait la jonction avec la route nationale 7 dans la Drôme ; en partant du sud du village, elle traverse d'abord le fleuve puis longe le canal et enfin traverse ce dernier au niveau de Gervans dans la Drôme.
Les gares ferroviaires régionales les plus proches sont dans la Drôme, l'une à Saint-Vallier à 6,5 km au nord, l'autre étant la gare de Tain-l'Hermitage - Tournon située à 10 km au sud de Arras-sur-Rhône.
Le village est desservi par les autocars de la ligne 3 Valence (Drôme) - Tournon-sur-Rhône (Ardèche) - Annonay (Ardèche). La ViaRhôna, un itinéraire cyclable de plus de 800 km, passe sur la commune.

## Urbanisme

### Typologie
Au 1er janvier 2024, Arras-sur-Rhône est catégorisée commune rurale à habitat dispersé, selon la nouvelle grille communale de densité à 7 niveaux définie par l'Insee en 2022.
Elle est située hors unité urbaine et hors attraction des villes,.

### Occupation des sols
L'occupation des sols de la commune, telle qu'elle ressort de la base de données européenne d’occupation biophysique des sols Corine Land Cover (CLC), est marquée par l'importance des forêts et milieux semi-naturels (46,5 % en 2018), en diminution par rapport à 1990 (51,3 %). La répartition détaillée en 2018 est la suivante : 
forêts (37,8 %), cultures permanentes (24,3 %), zones agricoles hétérogènes (12,9 %), eaux continentales (11,2 %), milieux à végétation arbustive et/ou herbacée (8,7 %), zones urbanisées (5,2 %).
L'évolution de l’occupation des sols de la commune et de ses infrastructures peut être observée sur les différentes représentations cartographiques du territoire : la carte de Cassini (XVIIIe siècle), la carte d'état-major (1820-1866) et les cartes ou photos aériennes de l'IGN pour la période actuelle (1950 à aujourd'hui).

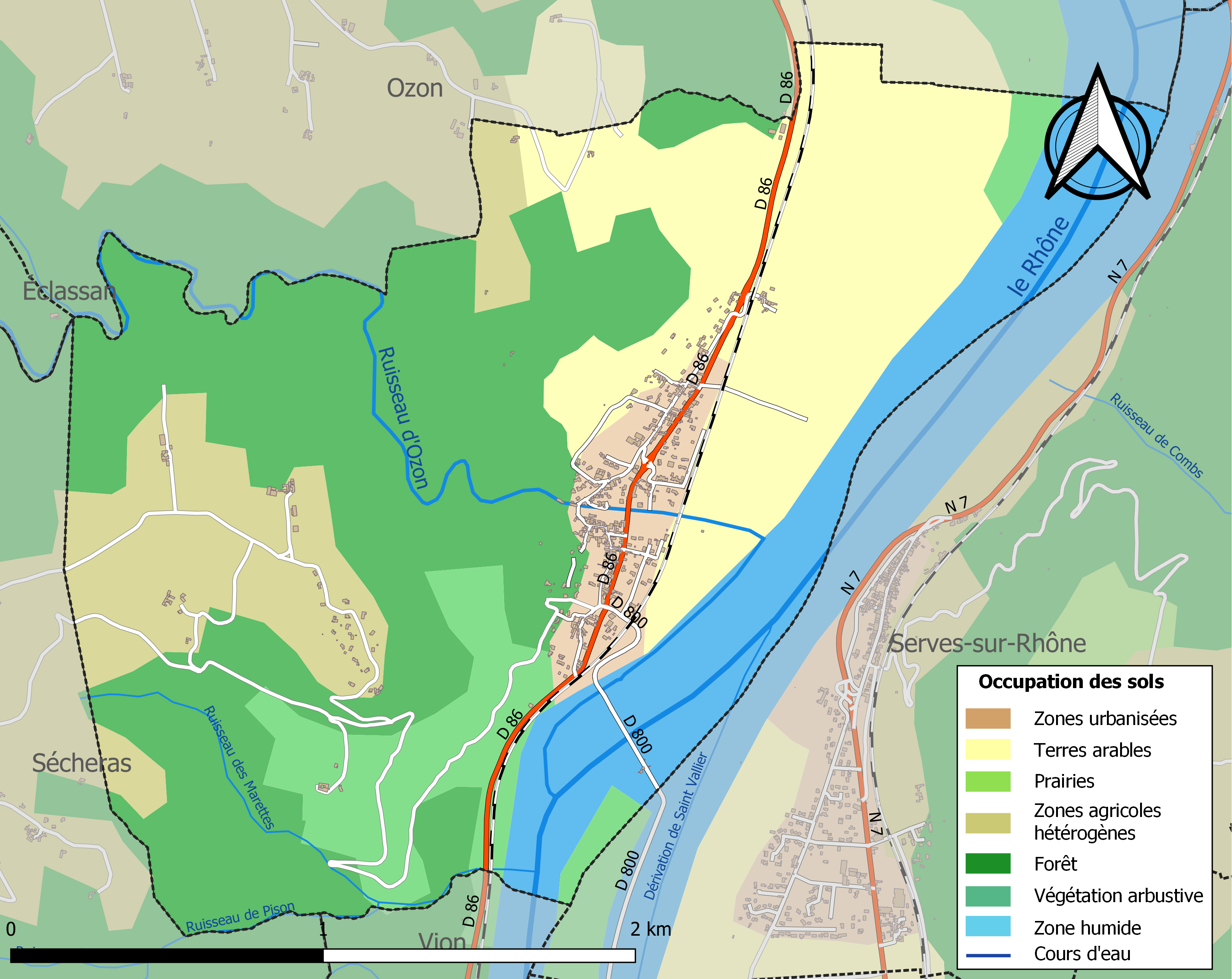
Carte des infrastructures et de l'occupation des sols de la commune en 2018 (CLC).

### Risques naturels et technologiques

#### Risques sismiques
L'ensemble du territoire de la commune d'Arras sur Rhône est situé en zone de sismicité no 3, dite « modérée » (sur une échelle de 1 à 5), comme la plupart des communes situées dans la vallée du Rhône, mais non loin de la limite orientale de la zone no 2, dite « faible » qui correspond au plateau ardéchois.
| Type de zone | Niveau            | Définitions (bâtiment à risque normal) |
| ------------ | ----------------- | -------------------------------------- |
| Zone 3       | Sismicité modérée | accélération = 1,1 m/s2                |

## Toponymie
Le village d’Arras est cité pour la première fois en 987 sous la forme Villa Aratica, on le voit ensuite apparaître sous diverses formes, telles que : Villa Erattis 1050, Erasio 1271, Ras 1275, Herasium / Heras 1282, Herario 1400, Heyras 1457, Herras 1464, Arrans 1576, Heras 1617, Arras XVIIIe siècle, puis enfin Arras-sur-Rhône en 1918, le déterminant complémentaire -sur-Rhône a été officialisé par décret en 1925.
En effet, à la suite de la création de la voie ferrée, la dénomination « Arras » tout court était confondue avec la ville d’Arras dans le Pas-de-Calais.
Albert Dauzat qualifie ce toponyme d'« obscur ». Quant à Ernest Nègre, il ne l'évoque pas : sans doute n'en connaît-il pas l'origine.

## Histoire

### Époque romaine et Moyen Âge
La voie romaine d'Agrippa qui relie Arles à LYON traverse le village : elle est signalée dans le nom de l'«impasse de l’Ancienne Voie ». Deux bornes milliaires, indicatrices des distances en milles romains ou plutôt milliers de pas romains) depuis Vienne, ont été trouvées dans le cimetière désaffecté de l'église paroissiale, où elles avaient été remployées comme support d'un angle de tribune. L’une d'elles porte l'inscription Millia Passum XXXI, 31 mille pas, ce qui correspond à la distance qui sépare Arras-sur-Rhône de Vienne. Elles sont inscrites dans la Base Mérimée des Monuments Historiques par arrêté du 15 novembre 1926 sous la référence : PA00116628. Elles étaient encore en place en 1939, lorsqu'elles ont été transférées et scellées dans l’entrée de la cour d’honneur du château-musée de Tournon-sur-Rhône. 
Au Moyen Âge, le premier seigneur local connu est Sylvion d’Arras, selon une information datant de 1278, ce seigneur possédant le fief de « tour brune ».

### Époque contemporaine
Le village a souvent été remodelé au cours du temps, avec la construction du barrage, de la voie ferrée, qui ont engendré de nombreuses expropriations, et aussi la disparition de métiers locaux.
La ligne ferroviaire Paris - Lyon - Marseille a été construite entre 1848 et 1853. Dix hectares de terrain sont obtenus par expropriation d’agriculteurs, en effet ces zones submersibles jouaient un grand rôle dans le fauchage et le pâturage. La terre utilisée pour faire les talus provient d’un lieu-dit de la commune aujourd'hui nommé  Chambre d’Emprunt où se situe la maison des associations.
L'année 1879 voit l’installation de deux gares ferroviaires, à Vion et Sarras mais ce n’est qu’en 1897 que celle d’Arras ouvre ses portes, de pair avec la création des voies de communication envers Sécheras et Ozon afin d’assurer une affluence suffisante à la gare. Le Café de la halte est situé à la place de cette ancienne gare où on trouve l’inscription « ici on loge à pied ou à cheval », ce qui témoigne de l’emplacement d'un ancien relais de poste.
Durant l'apogée de la gare, 5  à   7 tonnes de fruits étaient acheminées par voie ferroviaire jusqu’à Paris, mais en 1974 la gare est détruite dans le cadre des travaux de construction du barrage. En 1978, la voie est électrifiée afin de désencombrer la rive gauche.

### Cultures des fruits
La culture principale du territoire avant la Révolution était celle du mûrier. Le marché aux fruits était situé sur la place (route du barrage) ; le dernier a lieu en 1968.
En 1969, la zone d’appellation saint-Joseph fut créée, à la suite d'un plan de rénovation du vignoble datant de 1960 ; cependant elle s’est trouvée limitée aux hauteurs de la localité en 1986. Aujourd’hui la surface viticole d’Arras-sur-Rhône comporte environ 35 hectares de vigne contre 100 hectares en 1956.

## Politique et administration

### Liste des maires
| Période                                  | Période                   | Identité            | Étiquette | Qualité                                                    |
| ---------------------------------------- | ------------------------- | ------------------- | --------- | ---------------------------------------------------------- |
| Les données manquantes sont à compléter. |                           |                     |           |                                                            |
| mars 1959                                | mars 1989                 | Paul Chancrin       |           |                                                            |
| mars 1989                                | mars 2008                 | Jean-Paul Guironnet | DVG       | Professeur de mathématiques                                |
| mars 2008                                | mai 2020                  | Brigitte Royer      | DVG-PS    | Conseillère départementale du canton de Sarras (2015-2021) |
| 2020                                     | En cours (au 6 août 2020) | Jean-Marc Mouton    |           | Retraité                                                   |

## Population et société

### Démographie
L'évolution du nombre d'habitants est connue à travers les recensements de la population effectués dans la commune depuis 1793. Pour les communes de moins de 10 000 habitants, une enquête de recensement portant sur toute la population est réalisée tous les cinq ans, les populations de référence des années intermédiaires étant quant à elles estimées par interpolation ou extrapolation. Pour la commune, le premier recensement exhaustif entrant dans le cadre du nouveau dispositif a été réalisé en 2004.

En 2022, la commune comptait 535 habitants, en évolution de +5,31 % par rapport à 2016 (Ardèche : +2,48 %, France hors Mayotte : +2,11 %).
| 1793 | 1800 | 1806 | 1821 | 1831 | 1836 | 1841 | 1846 | 1851 |
| ---- | ---- | ---- | ---- | ---- | ---- | ---- | ---- | ---- |
| 422  | 360  | 336  | 387  | 481  | 507  | 513  | 548  | 536  |

| 1856 | 1861 | 1866 | 1872 | 1876 | 1881 | 1886 | 1891 | 1896 |
| ---- | ---- | ---- | ---- | ---- | ---- | ---- | ---- | ---- |
| 530  | 515  | 506  | 512  | 685  | 528  | 511  | 481  | 503  |

| 1901 | 1906 | 1911 | 1921 | 1926 | 1931 | 1936 | 1946 | 1954 |
| ---- | ---- | ---- | ---- | ---- | ---- | ---- | ---- | ---- |
| 506  | 440  | 433  | 390  | 378  | 390  | 381  | 402  | 409  |

| 1962 | 1968 | 1975 | 1982 | 1990 | 1999 | 2004 | 2006 | 2009 |
| ---- | ---- | ---- | ---- | ---- | ---- | ---- | ---- | ---- |
| 402  | 401  | 332  | 315  | 351  | 415  | 457  | 471  | 525  |

| 2014 | 2019 | 2022 | - | - | - | - | - | - |
| ---- | ---- | ---- | - | - | - | - | - | - |
| 513  | 535  | 535  | - | - | - | - | - | - |

### Pyramide des âges
En 2021, le taux de personnes d'un âge inférieur à 30 ans s'élève à 36,8 %, soit au-dessus de la moyenne départementale (29,7 %). À l'inverse, le taux de personnes d'âge supérieur à 60 ans est de 22,2 % la même année, alors qu'il est de 32,8 % au niveau départemental.
En 2021, la commune comptait 266 hommes pour 270 femmes, soit un taux de 50,37 % de femmes, légèrement inférieur au taux départemental (51,22 %).
Les pyramides des âges de la commune et du département s'établissent comme suit :
| Hommes | Classe d’âge | Femmes |
| ------ | ------------ | ------ |
| 1,6    | 90 ou +      | 0,0    |
| 3,5    | 75-89 ans    | 6,2    |
| 15,9   | 60-74 ans    | 17,3   |
| 26,3   | 45-59 ans    | 21,7   |
| 16,8   | 30-44 ans    | 17,2   |
| 15,7   | 15-29 ans    | 12,8   |
| 20,2   | 0-14 ans     | 24,9   |

| Hommes | Classe d’âge | Femmes |
| ------ | ------------ | ------ |
| 1      | 90 ou +      | 2,5    |
| 9      | 75-89 ans    | 11,4   |
| 20,8   | 60-74 ans    | 21,1   |
| 21,2   | 45-59 ans    | 20,3   |
| 16,9   | 30-44 ans    | 16,5   |
| 14,2   | 15-29 ans    | 12,6   |
| 17     | 0-14 ans     | 15,6   |

### Enseignement
La commune, rattachée à l'académie de Grenoble, possède une école maternelle et élémentaire d'un effectif de 56 élèves pour l'année scolaire 2017-2018.

### Médias
Deux journaux sont distribués dans les réseaux de presse desservant la commune :
- L'Hebdo de l'Ardèche est un journal hebdomadaire français basé à Valence. Il couvre l'actualité de tout le département de l'Ardèche ;
- Le Dauphiné libéré est un journal quotidien de la presse écrite française régionale distribué dans la plupart des départements de l'ancienne région Rhône-Alpes, notamment l'Ardèche. La commune est située dans la zone d'édition d'Annonay.

### Cultes
L'église (propriété de la commune) et la communauté catholique d'Arras-sur-Rhône dépendent de la Paroisse Saint-Luc-des-coteaux-et-de-Tournon, laquelle est rattachée au diocèse de Viviers.

## Culture locale et patrimoine

### Lieux et monuments

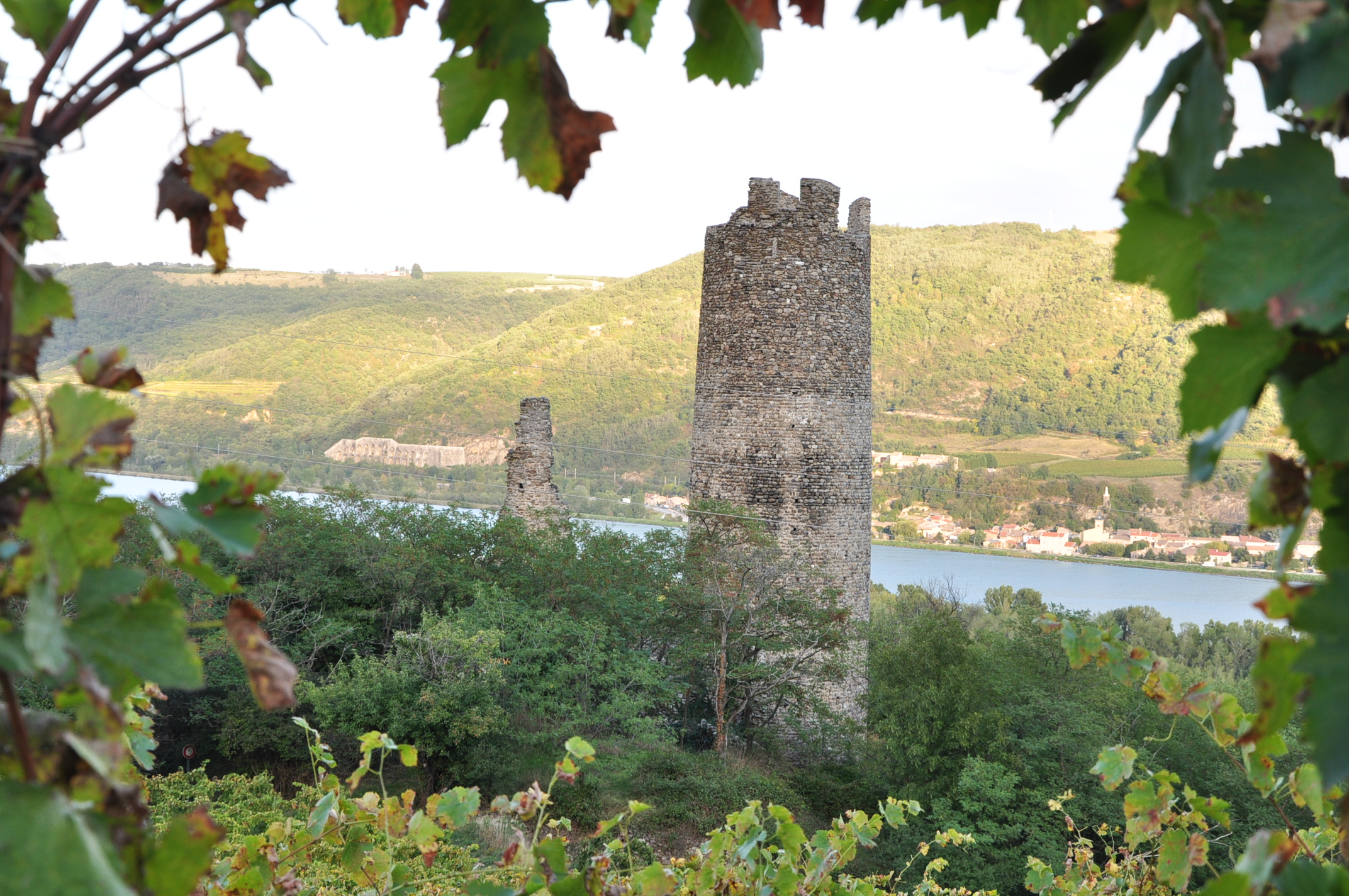
Tour d'Arras-sur-Rhône.

#### Vestiges du château
Propriété de la commune et inscrit aux monuments historiques le 31 mai 1927, le château d'Arras fut partagé en deux co-seigneuries et organisé autour d'un donjon circulaire au sommet d'un piton rocheux dominant le Rhône.
Aujourd'hui, il reste quelques pans de murs de l'enceinte, mais le donjon est très bien conservé. Ce dernier, appelé aussi Tour Blanche ou Tour de Soubise, mesure 28 mètres de haut pour 6 mètres de diamètre. Il est construit en moellons de granite épais de 180 centimètres au premier niveau et pourrait dater du XIIIe siècle. À ses côtés les quelques pans de murs de la seconde tour, la tour brune dite « de Joviac », témoignent de l'existence de l'autre seigneurie.
Partie intégrante du système de défense de la ville, le château conférait aux propriétaires un droit de péage. La Révolution abolissant tous les péages, ôta tout intérêt à l’édifice et accéléra son érosion.
Une légende, dite « légende du cavalier noir », entoure le château. Chaque nuit, un cavalier noir sur un cheval noir apparaît près de la tour ; il s'agirait du fantôme du capitaine huguenot Clavel, qui aurait trouvé refuge dans l'édifice encore debout en 1585, mais ayant tellement commis de crimes et de pillages dans la région qu’il aurait été condamné après sa mort à reparaître éternellement sur le lieu de ses forfaits.

#### L’église d'Arras-sur-Rhône
Le saint patron de la paroisse est saint Clair.
L'église est fondée par le père De Pons d’Eyras. En 987, elle est remise avec la paroisse à l’abbaye de Saint-Bernard de Romans et plus tard au prieur de l’Ile de Saint-Vallier puis aux chanoines de Saint-Ruff (diocèse de Vienne) et aux archiprêtres de Saint-Félicien. Jusqu’en 1790 l’église et la maison prieurale d’Arras formaient un ensemble avec 6 400 m2 de vigne, 1,7 hectare de terre et 70 ares avec des rochers affleurants.
En 1833, le clocher fut reconstruit avec les pierres de la carrière de Guerrys, située à un kilomètre de l’édifice, sur la vieille côte d’Ozon ; auxquelles des molasses de Crussol furent ajoutées. En 1839 le toit est une première fois rétabli, puis une seconde fois en 1900, avec la repose de la charpente, et enfin une troisième fois en 1988. L'intérieur est rénové au début des années 1990 (carrelage, plafonds et peinture).
En 1959 et 1960, les murs de l’ancien cimetière sont détruits afin d'aménager la place.

#### Le moulin à eau
Installé en 1877 et fonctionnel jusqu’en 1943, il utilisait la force hydraulique pour moudre le grain.
Un barrage en pierre a été construit sur l’Ozon pour retenir l’eau au lieu-dit la Levée et un canal de 200 mètres amène la ressource jusqu’à la roue construite en fer mesurant 6 m de diamètre où la chute d’eau permet d’entraîner tout un système d’engrenages.
En 1935, la meule est remplacée par des machines à cylindre et un moteur Diesel est installé afin d’assurer la production même en période d’étiage.

#### Les puits communaux
Protégés et entretenus par les habitants, on compte encore deux exemplaires de puits d'eau, un situé à côté de l'ancienne école communale et l'autre, en très bon état de conservation, situé rue des Granges. Chaque citoyenne et citoyen de la commune conserve un accès à ces puits.

#### Le barrage et l'écluse
Le projet date du milieu des années 1960, en effet le 26 juin de cette année a lieu la première réunion d’information en préfecture pour le conseil municipal. La construction a duré trois ans entre la fin de l’enquête publique en 1969 et la date de la mise en eau en octobre 1971, pour ce faire 65  à   67 ha de terrain ont dû être expropriés et on a vu disparaître l’île Jamet, d'une étendue de 12,58 hectares.
Le barrage est long de 152 mètres et comporte 6 passes de 22 mètres de long et de 12,8 mètres de haut. Quatre vannes équipées de volets déversoirs permettant chacun l’évacuation de 1 800 m3/s.
L’ouvrage a été construit sur une strate argileuse (dite « terre bleue ») afin de pouvoir faire face aux crues millénaires du Rhône et supporter des débits allant jusqu’à 7 500 m3/s. En effet une des plus grandes crues enregistrée a eu lieu en 1856 lorsqu'on observa des débits de 6 100 m3/s. La plus grande crue observée date de 1957, avec des débits avoisinants les 5 300 m3/s. Afin d’assurer la protection contre les crues, les turbines peuvent tourner rapidement sans chercher à produire de l’électricité et le niveau de la retenue peut être baissé volontairement afin de produire plus d’énergie à un moment donné, pour être ensuite remonté durant les périodes creuses.
La retenue d’eau engendrée s’étend sur 20 kilomètres environ et peut stocker 3 240 000 m3 et produire en moyenne 700 millions de kWh chaque année. La centrale hydroélectrique de Gervans est équipée de quatre groupes turboalternateurs de 30 000 kVA, elle utilise l’eau qui après la chute du barrage passe par le canal de dérivation, on parle ainsi de centrale « au fil de l’eau ».
L’écluse : le canal d’amenée est long de 3,5 kilomètres et le sas d’amenée large de 12 mètres et long de 195 mètres. La hauteur de chute varie de 9,8  à   11,55 mètres, suivant l’étiage du Rhône. Le tonnage total passé à l’écluse est de 1 791 788 tonnes. La répartition des navires par tonne est la suivantes :
- navires de commerce = 3 372 ;
- navires de plaisance = 1 707 ;
- navires de voyageurs = 341 ;
- navires de servitude = 126 ;

Soit un total de 5 546 navires pour l'année 1998.

#### Autres lieux
- Le Pont vieux, construit avant 1348 afin d’éviter l’usage du passage à gué situé au bout de l’impasse de l’ancienne voie romaine et rénové en 1779.
- Le pont sur l’Ozon qui date de 1836.
- Les chalets ou terrasses viticoles sont visibles dans la vallée de l’Ozon.
- Les croix dans le village et une chaire en noyer sculpté.
- Un musée rassemble des anciens ustensiles témoins des techniques agricoles et viticoles d’avant mais aussi des vieux meubles et objets ménagers.

### Patrimoine naturel
Deux sentiers de randonnée serpentent dans les gorges de l’Ozon offrent un climat méridional avec des îlots de végétation supra méditerranéenne. On trouvera ainsi des cactées, des genévriers, des figuiers de barbaries mais aussi des cigales et des scorpions.

### Héraldique
|  | Arras-sur-Rhône possède des armoiries dont l'origine et le blasonnement exact ne sont pas disponibles. |